# Thomas Hentschel
Thomas Hentschel (* 13. Oktober 1964 in Bad Hersfeld) ist ein deutscher Politiker (Bündnis 90/Die Grünen) und seit August 2016 Abgeordneter im Landtag von Baden-Württemberg.

## Werdegang
Hentschel erwarb an der Modellschule Obersberg 1985 das Abitur und studierte nach seinem Zivildienst Rechtswissenschaften an der Georg-August-Universität Göttingen und der Justus-Liebig-Universität Gießen. Er ist Rechtsanwalt.
Hentschel gehört seiner Partei seit 1994 an. Er wurde 2014 und 2019 erneut in den Gemeinderat der Stadt Gernsbach gewählt. Zum 5. August 2016 rückte er für die ausgeschiedene Abgeordnete Kirsten Lehnig, die im Landtagswahlkreis Rastatt das Erstmandat gewonnen hatte, in den Landtag nach.
Er ist Mitglied im Ständigen Ausschuss und im Verkehrsausschuss des Landtages. In der Landtagsfraktion der Grünen ist er Justizpolitischer Sprecher sowie Sprecher für  klimaneutrale Antriebe.
In der 16. Legislaturperiode war er Obmann seiner Fraktion im Untersuchungsausschuss „Zulagen Ludwigsburg“. In der 17. Wahlperiode ist er Mitglied im Untersuchungsausschuss „Inspekteur der Polizei“.
Bei der Landtagswahl 2021 konnte er sein Direktmandat mit 30,4 Prozent der Stimmen verteidigen. 
Hentschel kandidierte bei der Oberbürgermeisterwahl in Rastatt am 24. September 2023, erhielt jedoch im ersten Wahlgang nur 7,5 Prozent der Stimmen.

## Privates
Hentschel ist verheiratet und Vater von vier Kindern. Er ist römisch-katholischer Konfession.